# Paolo II di Costantinopoli
Paolo II (... – dicembre 653) è stato un arcivescovo bizantino, patriarca di Costantinopoli dal 641 al 653.

## Biografia
Prete e oikonomos di Hagia Sophia, succedette a Pirro come patriarca di Costantinopoli nell'ottobre del 641, e mantenne la carica per dodici anni.
Sostenitore del monotelismo, ricevette una richiesta da Papa Teodoro volta a persuaderlo a ravvedersi dai suoi errori teologici, che però non ebbe effetto, in quanto continuò ad appoggiare il monotelismo. Nel 649, anzi, spinse l'Imperatore Costante II a promulgare un nuovo editto in materia religiosa, il Typos, che proibiva le dispute teologiche, causando le proteste di Papa Martino I, che nel 649 convocò un Sinodo nel Laterano, in cui condannò come eretico il Typos e anatemizzò il Patriarca Paolo. Di conseguenza, il Patriarca consigliò Costante II a inviare in Italia il nuovo esarca Olimpio per arrestare o uccidere il Papa e imporre il Typos nella penisola. Il tentativo però fallì e solo nel 653 l'Imperatore riuscì ad arrestare Papa Martino I e a condurlo a Costantinopoli dove, accusato di tradimento, il Pontefice fu condannato all'esecuzione, ma per intervento del Patriarca Paolo, la pena fu commutata in esilio a Cherson.
Nel 680 il Sesto Concilio Ecumenico a Costantinopoli condannò il monotelismo come eresia e Paolo fu anatemizzato e il suo nome cancellato dai dittici.